# Liste der Baudenkmale in Neuenkirchen (Lüneburger Heide)
In der Liste der Baudenkmale in Neuenkirchen sind alle Baudenkmale der niedersächsischen Gemeinde Neuenkirchen (Landkreis Heidekreis). Der Stand der Liste ist das Jahr 2021.

## Baudenkmale in den Ortsteilen

### Behningen
| Lage                                    | Bezeichnung     | Beschreibung | ID       | Bild |
| --------------------------------------- | --------------- | ------------ | -------- | ---- |
| Behningen 1 53° 0′ 14″ N, 9° 40′ 29″ O  | Backofen        |              | 32748886 | BW   |
| Behningen 2 53° 2′ 14″ N, 9° 40′ 21″ O  | Treppenspeicher |              | 32748910 | BW   |
| Behningen 3 53° 0′ 8″ N, 9° 40′ 26″ O   | Treppenspeicher |              | 32748934 | BW   |
| Behningen 6 52° 59′ 54″ N, 9° 40′ 18″ O | Treppenspeicher |              | 32748981 | BW   |

### Brochdorf
| Lage                                             | Bezeichnung              | Beschreibung | ID       | Bild |
| ------------------------------------------------ | ------------------------ | ------------ | -------- | ---- |
| Pfingsthorn 2 53° 2′ 52″ N, 9° 41′ 12″ O         | Scheune                  |              | 32747531 | BW   |
| Pfingsthorn 2 53° 2′ 53″ N, 9° 41′ 12″ O         | Wohn-/Wirtschaftsgebäude |              | 32747484 | BW   |
| Pfingsthorn 2 53° 2′ 54″ N, 9° 41′ 11″ O         | Speicher                 |              | 32747507 | BW   |
| Zur Dell 1 53° 2′ 51″ N, 9° 41′ 18″ O            | Backofen                 |              | 32747410 | BW   |
| Rutenmühler Straße 6 53° 2′ 49″ N, 9° 41′ 8″ O   | Speicher                 |              | 32747578 | BW   |
| Rutenmühler Straße 8 53° 2′ 49″ N, 9° 41′ 6″ O   | Brunnen                  |              | 32747554 | BW   |
| Rutenmühler Straße 8 53° 2′ 49″ N, 9° 41′ 4″ O   | Speicher                 |              | 32747386 | BW   |
| Rotenburgerstraße 24 53° 2′ 51″ N, 9° 41′ 14″ O  | Wohn-/Wirtschaftsgebäude |              | 32749889 | BW   |
| Rotenburgerstraße 24 53° 2′ 51″ N, 9° 41′ 14″ O  | Brunnen                  |              | 32747459 | BW   |
| Rutenmühler Straße 27 53° 2′ 48″ N, 9° 40′ 56″ O | Wohn-/Wirtschaftsgebäude |              | 32747308 | BW   |
| Rutenmühler Straße 42 53° 2′ 51″ N, 9° 40′ 37″ O | Tischlerei               |              | 32749461 | BW   |
| Zum Wackers 2 53° 2′ 48″ N, 9° 40′ 59″ O         | Speicher                 |              | 32747335 | BW   |
| Lütte Straat 7 53° 2′ 51″ N, 9° 40′ 57″ O        | Speicher                 |              | 32747260 | BW   |
| Lütte Straat 9 53° 2′ 52″ N, 9° 40′ 53″ O        | Speicher                 |              | 32747284 | BW   |
| Lütte Straat 53° 2′ 52″ N, 9° 40′ 45″ O          | Kriegsdenkmal            |              | 32749838 | BW   |
| Lütte Straat 53° 2′ 52″ N, 9° 40′ 48″ O          | Kunstobjekt              |              | 32749864 | BW   |
| Hartböhn 4 53° 2′ 30″ N, 9° 37′ 48″ O            | Speicher                 |              | 32747627 | BW   |
| Hartböhn 4a 53° 2′ 30″ N, 9° 37′ 46″ O           | Speicher                 |              | 32747603 | BW   |
| Rutenmühlen 1 53° 2′ 25″ N, 9° 38′ 55″ O         | Mühlenhof                |              | 32686467 | BW   |

### Delmsen

#### Gruppe: Hofanlage, Dorfstraße 23 OT Delmsen, Neuenkirchen
Die Gruppe „Hofanlage, Dorfstraße 23 OT Delmsen“ hat die ID 32689312.

| Lage                                             | Bezeichnung              | Beschreibung | ID       | Bild |
| ------------------------------------------------ | ------------------------ | ------------ | -------- | ---- |
| Delmser Dorfstraße 23 53° 2′ 45″ N, 9° 42′ 39″ O | Wohn-/Wirtschaftsgebäude |              | 32750061 | BW   |
| Delmser Dorfstraße 23 53° 2′ 45″ N, 9° 42′ 38″ O | Kartoffelscheune         |              | 32750109 | BW   |
| Delmser Dorfstraße 23 53° 2′ 46″ N, 9° 42′ 40″ O | Wagenscheune             |              | 32750084 | BW   |
| Delmser Dorfstraße 23 53° 2′ 46″ N, 9° 42′ 38″ O | Schweinestall            |              | 32750134 | BW   |
| Delmser Dorfstraße 23 53° 2′ 47″ N, 9° 42′ 39″ O | Querdurchfahrtscheune    |              | 32750159 | BW   |
| Delmser Dorfstraße 23 53° 2′ 49″ N, 9° 42′ 40″ O | Speicher                 |              | 32750184 | BW   |

#### Einzelbaudenkmale
| Lage                                     | Bezeichnung          | Beschreibung                                   | ID       | Bild |
| ---------------------------------------- | -------------------- | ---------------------------------------------- | -------- | ---- |
| 53° 2′ 16″ N, 9° 42′ 31″ O               | Bahnhof Neuenkirchen | Im Dezember 2012 ist das EG abgerissen worden. |          | BW   |
| Versemannsweg 53° 2′ 30″ N, 9° 42′ 26″ O | Kriegerdenkmal       |                                                | 32750212 |      |

### Gilmerdingen

#### Gruppe: Hofanlage Gilmerdingen Nr. 2, Neuenkirchen
Die Gruppe „Hofanlage Gilmerdingen Nr. 2“ hat die ID 32689257.
| Lage                                      | Bezeichnung              | Beschreibung | ID       | Bild |
| ----------------------------------------- | ------------------------ | ------------ | -------- | ---- |
| Gilmerdingen 2 53° 2′ 24″ N, 9° 43′ 57″ O | Wohn-/Wirtschaftsgebäude |              | 32748745 | BW   |
| Gilmerdingen 2 53° 2′ 25″ N, 9° 43′ 57″ O | Querdurchfahrtscheune    |              | 32749610 | BW   |
| Gilmerdingen 2 53° 2′ 25″ N, 9° 43′ 58″ O | Stall                    |              | 32749635 | BW   |

#### Gruppe: Hofanlage Gilmerdingen Nr. 3, Neuenkirchen
Die Gruppe „Hofanlage Gilmerdingen Nr. 3“ hat die ID 32689271.

| Lage                                     | Bezeichnung              | Beschreibung | ID       | Bild |
| ---------------------------------------- | ------------------------ | ------------ | -------- | ---- |
| Gilmerdingen 3 53° 2′ 18″ N, 9° 44′ 2″ O | Wohn-/Wirtschaftsgebäude |              | 32748690 | BW   |
| Gilmerdingen 3 53° 2′ 17″ N, 9° 44′ 1″ O | Remise                   | heute Garage | 32749762 | BW   |
| Gilmerdingen 3 53° 2′ 17″ N, 9° 44′ 3″ O | Schweinestall            |              | 32749737 | BW   |
| Gilmerdingen 3 53° 2′ 18″ N, 9° 44′ 3″ O | Speicher/Scheune         |              | 32749787 | BW   |
| Gilmerdingen 3 53° 2′ 17″ N, 9° 44′ 5″ O | Querscheune              |              | 32749712 | BW   |

#### Gruppe: Hofanlage Leverdingen Nr. 1, Neuenkirchen
Die Gruppe „Hofanlage Leverdingen Nr. 1“ hat die ID 32686556.
| Lage                                    | Bezeichnung              | Beschreibung | ID       | Bild |
| --------------------------------------- | ------------------------ | ------------ | -------- | ---- |
| Leverdingen 1 53° 1′ 27″ N, 9° 46′ 9″ O | Wohn-/Wirtschaftsgebäude |              | 32748265 | BW   |
| Leverdingen 1 53° 1′ 28″ N, 9° 46′ 4″ O | Altenteil                |              | 32748345 | BW   |
| Leverdingen 1 53° 1′ 27″ N, 9° 46′ 5″ O | Wagenremise              |              | 32749940 | BW   |
| Leverdingen 1 53° 1′ 27″ N, 9° 46′ 7″ O | Scheune                  |              | 32748320 | BW   |
| Leverdingen 1 53° 1′ 27″ N, 9° 46′ 9″ O | Schweinestall            |              | 32748370 | BW   |

#### Gruppe: Hofanlage Leverdingen Nr. 2, Neuenkirchen
Die Gruppe „Hofanlage Leverdingen Nr. 2“ hat die ID 32686544.
| Lage                                     | Bezeichnung              | Beschreibung | ID       | Bild |
| ---------------------------------------- | ------------------------ | ------------ | -------- | ---- |
| Leverdingen 2 53° 1′ 37″ N, 9° 45′ 42″ O | Wohn-/Wirtschaftsgebäude |              | 32748072 | BW   |
| Leverdingen 2 53° 1′ 37″ N, 9° 45′ 41″ O | Scheune I                |              | 32748124 | BW   |
| Leverdingen 2 53° 1′ 37″ N, 9° 45′ 45″ O | Scheune II               |              | 32748196 | BW   |

#### Einzelbaudenkmale
| Lage                                  | Bezeichnung    | Beschreibung | ID       | Bild |
| ------------------------------------- | -------------- | ------------ | -------- | ---- |
| B 71 / K 23 53° 1′ 51″ N, 9° 44′ 8″ O | Kriegerdenkmal |              | 32749559 |      |
| Limbeck 1 53° 1′ 58″ N, 9° 44′ 11″ O  | Hof            |              | 32686569 |      |

### Grauen
| Lage                                      | Bezeichnung | Beschreibung                                      | ID       | Bild |
| ----------------------------------------- | ----------- | ------------------------------------------------- | -------- | ---- |
| Deepener Weg 6 53° 6′ 2″ N, 9° 40′ 20″ O  | Hof         | Nicht mehr im Denkmalatlas verzeichnet (03.10.21) |          | BW   |
| Lünzener Straße 53° 6′ 2″ N, 9° 40′ 34″ O | Friedhof    | Kriegerdenkmal                                    | 32749989 | BW   |

### Ilhorn
| Lage                                  | Bezeichnung              | Beschreibung | ID       | Bild |
| ------------------------------------- | ------------------------ | ------------ | -------- | ---- |
| Ilhorn 10a 53° 3′ 22″ N, 9° 44′ 30″ O | Wohn-/Wirtschaftsgebäude |              | 32748788 | BW   |
| 53° 3′ 19″ N, 9° 44′ 21″ O            | Kriegerdenkmal           |              | 32750260 | BW   |

### Neuenkirchen
| Lage                                          | Bezeichnung              | Beschreibung | ID       | Bild           |
| --------------------------------------------- | ------------------------ | ------------ | -------- | -------------- |
| Auf dem Horn 53° 1′ 55″ N, 9° 42′ 39″ O       | Friedhof                 |              | 32686479 | BW             |
| Auf dem Horn 8 53° 1′ 59″ N, 9° 42′ 37″ O     | Wohnhaus                 |              | 32749486 | BW             |
| Auf dem Horn 11 53° 2′ 3″ N, 9° 42′ 39″ O     | Hof                      |              | 32689350 | BW             |
| Bahnhofstraße 11 53° 2′ 6″ N, 9° 42′ 38″ O    | Speicher                 |              | 32747068 | BW             |
| Hauptstraße 53° 1′ 57″ N, 9° 42′ 29″ O        | Kriegerdenkmal           |              | 32747043 | BW             |
| Hauptstraße 6 53° 1′ 59″ N, 9° 42′ 19″ O      | Kirche St. Bartholomäus  |              | 32686492 | Weitere Bilder |
| Hauptstraße 6 53° 1′ 59″ N, 9° 42′ 24″ O      | Pfarrhaus                |              | 32746676 | BW             |
| Hauptstraße 27 53° 1′ 59″ N, 9° 42′ 11″ O     | Hotel                    |              | 32749046 | BW             |
| Hertel 1 53° 2′ 0″ N, 9° 40′ 29″ O            | Villa                    |              | 32747219 | BW             |
| Hertel 1a 53° 2′ 0″ N, 9° 40′ 31″ O           | Wohn-/Wirtschaftsgebäude |              | 32747191 | BW             |
| Herteler Straße 9 53° 1′ 58″ N, 9° 41′ 57″ O  | Wohn-/Wirtschaftsgebäude |              | 32747116 | BW             |
| Herteler Straße 16 53° 2′ 0″ N, 9° 41′ 51″ O  | Wohn-/Wirtschaftsgebäude |              | 32747140 | BW             |
| Herteler Straße 25 53° 1′ 58″ N, 9° 41′ 42″ O | Wohn-/Wirtschaftsgebäude |              | 32747165 | BW             |
| Kabenstraße 53° 1′ 38″ N, 9° 42′ 18″ O        | Gedenkstätte             |              | 32749071 | BW             |
| Kabenstraße 20 53° 1′ 42″ N, 9° 42′ 17″ O     | Speicher                 |              | 32746874 | BW             |
| Lindenstraße 5 53° 1′ 52″ N, 9° 42′ 4″ O      | Wohnhaus                 |              | 32749095 | BW             |
| Tiefe Straße 4 53° 2′ 1″ N, 9° 42′ 26″ O      | Wohn-/Wirtschaftsgebäude |              | 37926429 | BW             |

### Schwalingen
| Lage                                      | Bezeichnung              | Beschreibung                                      | ID       | Bild |
| ----------------------------------------- | ------------------------ | ------------------------------------------------- | -------- | ---- |
| K 21 53° 4′ 18″ N, 9° 42′ 7″ O            | Kriegerdenkmal           |                                                   | 32749191 |      |
| Schwalingen 6 53° 4′ 2″ N, 9° 41′ 56″ O   | Speicher                 |                                                   | 32747924 | BW   |
| Schwalingen 11 53° 4′ 6″ N, 9° 42′ 1″ O   | Wohnhaus                 |                                                   | 32748024 | BW   |
| Schwalingen 16 53° 4′ 12″ N, 9° 41′ 56″ O | Hof                      |                                                   | 32748049 | BW   |
| Schwalingen 31 53° 4′ 20″ N, 9° 42′ 17″ O | Wohn-/Wirtschaftsgebäude |                                                   | 32747972 | BW   |
| Schwalingen 33 53° 4′ 18″ N, 9° 42′ 30″ O | Wohn-/Wirtschaftsgebäude |                                                   | 32747947 | BW   |
| Schwalingen 34 53° 4′ 17″ N, 9° 42′ 32″ O | Scheune                  |                                                   | 32749145 | BW   |
| Schwalingen 54 53° 4′ 18″ N, 9° 42′ 12″ O | Wohnwirtschaftsgebäude   |                                                   | 32747998 | BW   |
| Schwalingen 61 53° 4′ 24″ N, 9° 41′ 49″ O | Wohnwirtschaftsgebäude   |                                                   | 32749168 | BW   |
| Schwalingen 83 53° 4′ 11″ N, 9° 41′ 58″ O | Wohnhaus                 | nicht mehr im Denkmalatlas verzeichnet (03.10.21) |          | BW   |

### Sprengel
| Lage                                   | Bezeichnung              | Beschreibung                                                                                       | ID       | Bild           |
| -------------------------------------- | ------------------------ | -------------------------------------------------------------------------------------------------- | -------- | -------------- |
| K 23 53° 3′ 58″ N, 9° 44′ 4″ O         | Kriegerdenkmal           | | 32749217 | BW             |
| Königshof 1 53° 4′ 17″ N, 9° 44′ 24″ O | Hof                      | | 32748443 | BW             |
| Lieste 1 53° 4′ 53″ N, 9° 43′ 49″ O    | Speicher                 | | 32748395 | BW             |
| Sprengel 13 53° 4′ 4″ N, 9° 44′ 26″ O  | Windmühle                | Die Windmühle befindet sich auf einer nordöstlichen Anhöhe. Die Windmühle war bis 1972 im Betrieb. | 32748466 | Weitere Bilder |
| Vahlzen 1 53° 3′ 36″ N, 9° 45′ 21″ O   | Wohn-/Wirtschaftsgebäude | | 32748812 | BW             |
| Vahlzen 2 53° 3′ 30″ N, 9° 45′ 33″ O   | Wohn-/Wirtschaftsgebäude | | 32748836 | BW             |
| Vahlzen 2 53° 3′ 27″ N, 9° 45′ 37″ O   | Stall                    | | 32748862 | BW             |

### Tewel
| Lage                                             | Bezeichnung                         | Beschreibung                                      | ID       | Bild |
| ------------------------------------------------ | ----------------------------------- | ------------------------------------------------- | -------- | ---- |
| Dorfstraße 14 53° 4′ 1″ N, 9° 39′ 54″ O          | Baudenkmalgruppe Hofanlage Tewel 14 |                                                   | 32689062 | BW   |
| Dorfstraße 14 53° 4′ 2″ N, 9° 39′ 55″ O          | Wohnwirtschaftsgebäude              | Teil der Baudenkmalgruppe Hofanlage Tewel 14      | 32749266 | BW   |
| Dorfstraße 14 53° 4′ 1″ N, 9° 39′ 53″ O          | Scheune                             | Teil der Baudenkmalgruppe Hofanlage Tewel 14      | 32749315 | BW   |
| Dorfstraße 14 53° 4′ 1″ N, 9° 39′ 56″ O          | Speicher                            | Teil der Baudenkmalgruppe Hofanlage Tewel 14      | 32747719 | BW   |
| Dorfstraße 14 53° 4′ 1″ N, 9° 39′ 55″ O          | Brunnen                             | Teil der Baudenkmalgruppe Hofanlage Tewel 14      | 32747748 | BW   |
| Dorfstraße 42 53° 4′ 1″ N, 9° 39′ 27″ O          | Ehrenmal                            |                                                   | 32749412 | BW   |
| Dorfstraße 13 53° 4′ 0″ N, 9° 39′ 57″ O          | Wohnhaus                            |                                                   | 32749241 | BW   |
| Dorfstraße 13 53° 3′ 58″ N, 9° 39′ 57″ O         | Speicher                            |                                                   | 32747695 | BW   |
| Dorfstraße 20 53° 4′ 1″ N, 9° 39′ 46″ O          | Speicher                            |                                                   | 32749338 | BW   |
| Dorfstraße 36 53° 4′ 1″ N, 9° 39′ 34″ O          | Hofstelle                           | nicht mehr im Denkmalatlas verzeichnet (03.10.21) |          | BW   |
| Im Winkel 5 53° 3′ 51″ N, 9° 39′ 43″ O           | Speicher                            |                                                   | 32747850 | BW   |
| Platenkamper Straße 3 53° 3′ 55″ N, 9° 39′ 40″ O | Wohnwirtschaftsgebäude              |                                                   | 32747874 | BW   |
| Platenkamper Straße 8 53° 3′ 55″ N, 9° 39′ 34″ O | Brunnen                             |                                                   | 32747827 | BW   |